# Kitale
Kitale – miasto w zachodniej Kenii, stolica hrabstwa Trans Nzoia. Według spisu z 2019 roku liczy 162,2 tys. mieszkańców.